# ハンザ (小惑星)
ハンザ (480 Hansa) は小惑星帯に位置する小惑星。1901年5月21日、マックス・ヴォルフとルイージ・カルネラ がハイデルベルク天文台で発見した。
名前は北ドイツを中心にバルト海沿岸地域の貿易を独占した都市同盟であるハンザ同盟に因んで命名された。「ハンザ (hanse)」はドイツ語で「団体」を意味する。